# Вендинг
Вендинг (англ. vending от англ. vend — торговать (через автоматы)) — это продажа товаров и услуг с помощью автоматизированных систем (торговых автоматов). Вендинг получил широкое распространение в мире как удобный и не очень требовательный способ вести торговлю или оказывать услуги. Вендинг имеет различные направления и практически уместен во всех коммерческих сферах и сферах жизни общества.

## Мировой рынок вендинга
В 2001 году объём вендинга в США составил 24,34 млрд $ (в 1992 — 17,4 млрд $). Более 35 % торговых автоматов в США установлено на промышленных предприятиях, 27 % — в офисах, 9 % — в учебных заведениях, примерно по 5 % приходится на отели, рестораны и больницы, 12 % размещено в публичных местах. По данным Министерства труда США, один торговый автомат каждый час приносит своему владельцу в среднем 70,58 $. Лидерами продаж, по данным на 2001 год, являются прохладительные напитки (28,2 % — 6,86 млрд $) и конфеты (24,9 % — 6 млрд $).
В заграничной части Европы, по данным EVA (European Vending Association), установлено 4,5 млн торговых автоматов. Ежегодно через них продаётся товаров на 20 млрд $. По мнению аналитиков, этот показатель увеличивается на 5-10 % в год. Среди европейцев больше всех торговыми автоматами пользуются немцы. В Германии более 2 млн таких машин. В Великобритании — около 500 тысяч. Летом 2002 года в Манчестере открылся первый в стране автоматический супермаркет, в котором представлено 150 наименований товаров.
В Японии автоматы играют чуть ли не главную роль в сфере продаж. Количество таких машин в стране — 5,6 млн (1 автомат на 23 жителя). Самыми распространёнными являются автоматы по продаже напитков (более 2,6 млн). Объём рынка — около 60 млрд $ (самый большой в мире).
По всему миру установлены и работают около 20 млн различных торговых автоматов.
Основные тенденции мирового вендинга:
- экологичность (экономия электроэнергии за счет энергосберегающих технологий; отказ от использования пластиковых стаканов в пользу картонных);
- использование Интернет-технологий (системы телеметрии, системы безналичной оплаты). По последним прогнозам, показатели среднегодовых темпов подключения торговых автоматов к Интернету к 2020 году составят 23,25 % (по информации Research and Markets);
- к 1 июля 2018 года все автоматы юридических лиц должны передавать информацию о продажах напрямую в ФНС России, отсрочку на год получили только индивидуальные предприниматели[5];
- прозрачность бизнеса.

В странах-лидерах реализованы системы автоматической отправки фискальных данных в налоговые службы. В России торговые автоматы обязаны осуществлять отправку данных в ФНС с 2018 года.